# 释素喜
释素喜（1924年—2006年），原名耿金柱，享壽82歲，出生于中华民国时期的登封县郊外一戶贫家。母亲於他出生半年后去世，11岁（1935年）那年，父亲於茅屋裡貧病而冻死。他就跟着表哥行乞讨食。最後於1937年，到少林寺出家。當時的少林寺由贞绪和尚主持。中華人民共和國成立後寺院曾遭解散，素喜留下看守，被稱名譽方丈。1962年他進入中国佛学院，接受佛學學習，畢業後回寺。